# Michael Gazzaniga

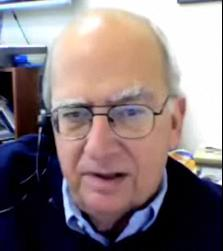
Michael Gazzaniga

Michael Saunders Gazzaniga (* 12. Dezember 1939) ist ein US-amerikanischer Neurowissenschaftler. Er war bis 2006 Professor am Dartmouth College, wo er Direktor des Zentrums für kognitive Neurowissenschaft war. 2006 verließ er Dartmouth, um eine Professur an der University of California, Santa Barbara zu übernehmen. Hier leitet er nun das SAGE Zentrum für Neurowissenschaften.

## Leben
1961 schloss Gazzaniga sein Studium am Dartmouth College ab. Ein Jahr später erwarb er am California Institute of Technology den Grad eines Doktors der Philosophie (Ph. D.) in Psychobiologie. Dort arbeitete er unter Anleitung Roger Sperrys, wobei seine Hauptverantwortlichkeit darin lag, Untersuchungen über die Vorgänge in den beiden menschlichen Gehirnhälften („split-brain research“) zu initiieren. In der Folge gelangen ihm wichtige Fortschritte im Verständnis der funktionalen Lateralisierung des Gehirns und hinsichtlich der Art und Weise, wie die beiden Gehirnhälften miteinander kommunizieren. Bereits 1967 hatte er mit Sperry zeigen können, dass jede Gehirnhälfte ihr eigenes mentales Lexikon haben kann.
Von 1973 bis 1978 war er Professor für Psychologie an der State University of New York at Stony Brook, von 1977 bis 1988 Direktor der Division of Cognitive Neuroscience an der Cornell University.
Ab 1982 ist er Präsident des Cognitive Neuroscience Institute und er wurde 1993 Gründer der Cognitive Neuroscience Society. 1997 wurde er in die American Academy of Arts and Sciences gewählt, 2011 in die National Academy of Sciences.
2003 wurde er mit dem George A. Miller Prize in Cognitive Neuroscience ausgezeichnet.

## Tätigkeit
Michael Gazzanigas zahlreiche Publikationen schließen viele auch für Laien verständliche Bücher mit ein, darunter Das erkennende Gehirn. Entdeckungen in den Netzwerken des Geistes sowie weitere Titel, die bisher noch nicht ins Deutsche übersetzt worden sind. Es sind gerade diese Bücher, die, zusammen mit Gazzanigas Auftritten im amerikanischen Fernsehen (The Brain and The Mind), Informationen über die Gehirnfunktion einem breiten Publikum zugänglich gemacht haben. Er ist Herausgeber von The Cognitive Neurosciences, einem Werk, das die Arbeit von beinahe 200 Wissenschaftlern enthält und als Grundlagenwerk auf diesem Wissenschaftsgebiet angesehen wird.
Gazzaniga ist auch für seine Lehre und Mentorentätigkeit bekannt. So startete er nicht nur die Zentren für kognitive Neurowissenschaft an der University of California, Davis, dessen Direktor er von 1992 bis 1996 war, und am Dartmouth College. Er begleitet auch die Arbeit vieler Nachwuchswissenschaftler und gründete das Journal of Cognitive Neuroscience, als dessen Herausgeber er sich betätigt.
Er ist vielgefragter Redner und hat bereits vor der angesehenen Royal Institution of Great Britain gesprochen, wo er die berühmten Freitagabend-Vorträge präsentierte, die von Michael Faraday eröffnet worden waren. Michael Gazzaniga ist außerdem Mitglied des President’s Council on Bioethics. Gazzaniga hat bedeutende Beiträge zur Entwicklung der Neuroethik geleistet.

## Schriften
- The social brain: Discovering the networks of the mind. Basic Books, New York 1985, ISBN 0-465-07850-8.
  - Deutsche Übersetzung: Das erkennende Gehirn: Entdeckungen in den Netzwerken des Geistes. Junfermann, Paderborn 1989, ISBN 3-87387-290-0
- (mit Richard B. Ivry, George R. Mangun) Cognitive Neuroscience: The Biology of the Mind.  W.W. Norton, New York 1998, ISBN 0-393-97219-4.
- The ethical brain. Dana Press, New York 2005, ISBN 1-932594-01-9.
  - Deutsche Übersetzung: Wann ist der Mensch ein Mensch? Antworten der Neurowissenschaft auf ethische Fragen. Patmos, Düsseldorf 2007, ISBN 978-3-491-36008-2.
- Who’s in charge? Free will and the science of the brain. HarperCollins, New York 2009, ISBN 978-0-06-190610-7.
  - Deutsche Übersetzung: Die Ich-Illusion: Wie Bewusstsein und freier Wille entstehen. Hanser, München 2012, ISBN 978-3-446-43011-2.
- The Consciousness Instinct: Unraveling the Mystery of How the Brain Makes the Mind. Macmillan 2018